# 吴溪淳
吴溪淳（1935年5月13日—），男，辽宁辽中人，中华人民共和国政治人物，曾任中华人民共和国冶金工业部副部长，鞍山钢铁集团公司党委书记，中国钢铁工业协会会长，第九届全国政协委员。